# Bredøret flagermus
Bredøret flagermus (Barbastella barbastellus) er en flagermusart i familien barnæser, det er en europæisk flagermus og arten er sjælden overalt i Europa. I Danmark findes sandsynligvis en lille bestand af bredøret flagermus på Sjælland, Lolland og Falster.
Bredøret flagermus er på EF-Habitatdirektivets Bilag II